# Seznam dílů seriálu Huangovi v Americe
Toto je seznam dílů seriálu Huangovi v Americe.

## Přehled řad
| Řada | Díly | Premiéra v USA | Premiéra v USA  | Premiéra v ČR   | Premiéra v ČR   |
| Řada | Díly | První díl      | Poslední díl    | První díl       | Poslední díl    |
| ---- | ---- | -------------- | --------------- | --------------- | --------------- |
| 1    | 13   | 4. února 2015  | 21. dubna 2015  | vysíláno        | vysíláno        |
| 2    | 24   | 22. září 2015  | 24. května 2016 | vysíláno        | vysíláno        |
| 3    | 23   | 11. října 2015 | 16. května 2017 | nebylo vysíláno | nebylo vysíláno |
| 4    | 19   | 3. října 2017  | 20. března 2018 | nebylo vysíláno | nebylo vysíláno |
| 5    | 22   | 5. října 2018  | 12. dubna 2019  | nebylo vysíláno | nebylo vysíláno |
| 6    | 15   | 27. září 2019  | 21. února 2020  | nebylo vysíláno | nebylo vysíláno |

## Seznam dílů

### První řada (2015)
| Č. v seriálu | Č. v řadě | Původní název                       | Režie           | Scénář                        | Premiéra v USA  | Premiéra v ČR |
| ------------ | --------- | ----------------------------------- | --------------- | ----------------------------- | --------------- | ------------- |
| 1            | 1         | Pilot                               | Lynn Shelton    | Nahnatchka Khan               | 4. února 2015   | vysíláno      |
| 2            | 2         | Home Sweet Home-School              | Max Winkler     | Kourtney Kang                 | 4. února 2015   | vysíláno      |
| 3            | 3         | The Shunning                        | Jake Kasdan     | Nahnatchka Khan               | 10. února 2015  | vysíláno      |
| 4            | 4         | Success Perm                        | Gail Mancuso    | Rich Blomquist                | 10. února 2015  | vysíláno      |
| 5            | 5         | Persistent Romeo                    | Lynn Shelton    | Sanjay Shah                   | 17. února 2015  | vysíláno      |
| 6            | 6         | Fajita Man                          | Matt Sohn       | Matt Kuhn                     | 24. února 2015  | vysíláno      |
| 7            | 7         | Showdown at the Golden Saddle       | Lynn Shelton    | Keith Heisler                 | 3. března 2015  | vysíláno      |
| 8            | 8         | Phillip Goldstein                   | Phil Traill     | Jeff Chiang a Eric Ziobrowski | 10. března 2015 | vysíláno      |
| 9            | 9         | License to Sell                     | Alisa Statman   | Camilla Blackett              | 24. března 2015 | vysíláno      |
| 10           | 10        | Blind Spot                          | Claire Scanlon  | David Smithyman               | 31. března 2015 | vysíláno      |
| 11           | 11        | Very Superstitious                  | Alex Hardcastle | Ali Wong                      | 7. dubna 2015   | vysíláno      |
| 12           | 12        | Dribbling Tiger, Bounce Pass Dragon | Robert Cohen    | Rich Blomquist                | 14. dubna 2015  | vysíláno      |
| 13           | 13        | So Chineez                          | Chris Koch      | Sanjay Shah                   | 21. dubna 2015  | vysíláno      |

### Druhá řada (2015–2016)
| Č. v seriálu | Č. v řadě | Původní název              | Režie             | Scénář           | Premiéra v USA     | Premiéra v ČR |
| ------------ | --------- | -------------------------- | ----------------- | ---------------- | ------------------ | ------------- |
| 14           | 1         | Family Business Trip       | Lynn Shelton      | Nahnatchka Khan  | 22. září 2015      | vysíláno      |
| 15           | 2         | Boy II Man                 | Claire Scanlon    | Matt Kuhn        | 29. září 2015      | vysíláno      |
| 16           | 3         | Shaquille O'Neal Motors    | Lynn Shelton      | Keith Heisler    | 6. října 2015      | vysíláno      |
| 17           | 4         | The Fall Ball              | Tristram Shapeero | Jeff Chiang      | 13. října 2015     | vysíláno      |
| 18           | 5         | Miracle on Dead Street     | Bill Purple       | Eric Ziobrowski  | 27. října 2015     | vysíláno      |
| 19           | 6         | Good Morning Orlando       | Phil Traill       | Camilla Blackett | 3. listopadu 2015  | vysíláno      |
| 20           | 7         | The Big 1-2                | Lynn Shelton      | Rachna Fruchbom  | 10. listopadu 2015 | vysíláno      |
| 21           | 8         | Huangsgiving               | Gail Mancuso      | David Smithyman  | 17. listopadu 2015 | vysíláno      |
| 22           | 9         | We Done Son                | Bill Purple       | Ali Wong         | 1. prosince 2015   | vysíláno      |
| 23           | 10        | The Real Santa             | Henry Chan        | Kourtney Kang    | 8. prosince 2015   | vysíláno      |
| 24           | 11        | Year of the Rat            | Ken Whittingham   | Sheng Wang       | 2. února 2016      | vysíláno      |
| 25           | 12        | Love and Loopholes         | Phil Traill       | Jeff Chiang      | 9. února 2016      | vysíláno      |
| 26           | 13        | Phil's Phaves              | Alisa Statman     | Rich Blomquist   | 16. února 2016     | vysíláno      |
| 27           | 14        | Michael Chang Fever        | Bill Purple       | Sanjay Shah      | 23. února 2016     | vysíláno      |
| 28           | 15        | Keep 'Em Separated         | Jude Weng         | Matt Kuhn        | 8. března 2016     | vysíláno      |
| 29           | 16        | Tight Two                  | Lynn Shelton      | Keith Heisler    | 15. března 2016    | vysíláno      |
| 30           | 17        | Doing it Right             | Christine Gernon  | Eric Ziobrowski  | 22. března 2016    | vysíláno      |
| 31           | 18        | Week in Review             | Claire Scanlon    | Kourtney Kang    | 29. března 2016    | vysíláno      |
| 32           | 19        | Jessica Place              | Sean Kavanagh     | Abbey Caldwell   | 5. dubna 2016      | vysíláno      |
| 33           | 20        | Hi, My Name Is...          | Bill Purple       | Rachna Fruchbom  | 26. dubna 2016     | vysíláno      |
| 34           | 21        | Rent Day                   | Jude Weng         | Camilla Blackett | 3. května 2016     | vysíláno      |
| 35           | 22        | Gotta Be Me                | Ken Whittingham   | David Smithyman  | 10. května 2016    | vysíláno      |
| 36           | 23        | The Manchurian Dinner Date | Nahnatchka Khan   | Rich Blomquist   | 17. května 2016    | vysíláno      |
| 37           | 24        | Bring the Pain             | Bill Purple       | Sanjay Shah      | 24. května 2016    | vysíláno      |

### Třetí řada (2016–2017)
| Č. v seriálu | Č. v řadě | Původní název                | Režie           | Scénář                       | Premiéra v USA     | Premiéra v ČR   |
| ------------ | --------- | ---------------------------- | --------------- | ---------------------------- | ------------------ | --------------- |
| 38           | 1         | Coming from America          | Nahnatchka Khan | Nahnatchka Khan              | 11. října 2016     | nebylo vysíláno |
| 39           | 2         | Breaking Chains              | Jude Weng       | Kourtney Kang                | 18. října 2016     | nebylo vysíláno |
| 40           | 3         | Louisween                    | Lynn Shelton    | Matt Kuhn                    | 25. října 2016     | nebylo vysíláno |
| 41           | 4         | Citizen Jessica              | Claire Scanlon  | Sanjay Shah                  | 1. listopadu 2016  | nebylo vysíláno |
| 42           | 5         | No Thanks-giving             | Alisa Statman   | Keith Heisler                | 15. listopadu 2016 | nebylo vysíláno |
| 43           | 6         | WWJD: What Would Jessica Do? | Matt Sohn       | Laura McCreary               | 29. listopadu 2016 | nebylo vysíláno |
| 44           | 7         | The Taming of the Dads       | Sean Kavanaugh  | Rich Blomquist               | 6. prosince 2016   | nebylo vysíláno |
| 45           | 8         | Where are the Giggles?       | Chris Koch      | Jeff Chiang                  | 13. prosince 2016  | nebylo vysíláno |
| 46           | 9         | How to Be An American        | Chris Koch      | Nahnatchka Khan              | 3. ledna 2017      | nebylo vysíláno |
| 47           | 10        | The Best of Orlando          | Phil Traill     | Eric Ziobrowski              | 17. ledna 2017     | nebylo vysíláno |
| 48           | 11        | Clean Slate                  | Bill Purple     | David Smithyman              | 18. ledna 2017     | nebylo vysíláno |
| 49           | 12        | Sisters Without Subtext      | Jude Weng       | Rachna Fruchbom              | 7. února 2017      | nebylo vysíláno |
| 50           | 13        | Neighbors with Attitude      | Bill Purple     | Abbey Caldwell               | 14. února 2017     | nebylo vysíláno |
| 51           | 14        | The Gloves Are Off           | Fred Savage     | Sheng Wang                   | 21. února 2017     | nebylo vysíláno |
| 52           | 15        | Living While Eddie           | Jeffrey Walker  | Rich Blomquist               | 28. února 2017     | nebylo vysíláno |
| 53           | 16        | Gabby Goose                  | Alisa Statman   | Jeff Chiang                  | 7. března 2017     | nebylo vysíláno |
| 54           | 17        | The Flush                    | Kevin Bray      | Keith Heisler                | 14. března 2017    | nebylo vysíláno |
| 55           | 18        | Time to Get Ill              | Chris Addison   | Eric Ziobrowski              | 4. dubna 2017      | nebylo vysíláno |
| 56           | 19        | Driving Miss Jenny           | Geeta Patel     | Laura McCreary               | 11. dubna 2017     | nebylo vysíláno |
| 57           | 20        | The Masters                  | Phil Traill     | Rachna Fruchbom              | 18. dubna 2017     | nebylo vysíláno |
| 58           | 21        | Pie vs. Cake                 | Nisha Ganatra   | Daniel Carter a Jeff Chlebus | 2. května 2017     | nebylo vysíláno |
| 59           | 22        | This Is Us                   | Claire Scanlon  | Sanjay Shah                  | 9. května 2017     | nebylo vysíláno |
| 60           | 23        | This Isn't Us                | Bill Purple     | Matt Kuhn                    | 16. května 2017    | nebylo vysíláno |

### Čtvrtá řada (2017–2018)
| Č. v seriálu | Č. v řadě | Původní název                       | Režie             | Scénář                 | Premiéra v USA     | Premiéra v ČR   |
| ------------ | --------- | ----------------------------------- | ----------------- | ---------------------- | ------------------ | --------------- |
| 61           | 1         | B as in Best Friends                | Bill Purple       | David Smithyman        | 3. října 2017      | nebylo vysíláno |
| 62           | 2         | First Day                           | Alisa Statman     | Laura McCreary         | 10. října 2017     | nebylo vysíláno |
| 63           | 3         | Kids                                | Erin O'Malley     | Jeff Chiang            | 17. října 2017     | nebylo vysíláno |
| 64           | 4         | It's a Plastic Pumpkin, Louis Huang | Alisa Statman     | Sanjay Shah            | 24. října 2017     | nebylo vysíláno |
| 65           | 5         | Four Funerals and a Wedding         | Lynn Shelton      | Rachna Fruchbom        | 31. října 2017     | nebylo vysíláno |
| 66           | 6         | A League of Her Own                 | Jay Chandrasekhar | Amelie Gillette        | 7. listopadu 2017  | nebylo vysíláno |
| 67           | 7         | The Day After Thanksgiving          | Sean Kavanagh     | Keith Heisler          | 14. listopadu 2017 | nebylo vysíláno |
| 68           | 8         | The Vouch                           | Josh Greenbaum    | Eric Ziobrowski        | 21. listopadu 2017 | nebylo vysíláno |
| 69           | 9         | Slide Effect                        | Sasie Sealy       | Erica Oyama            | 5. prosince 2017   | nebylo vysíláno |
| 70           | 10        | Do You Hear What I Hear?            | Sasie Sealy       | Matt Kuhn              | 12. prosince 2017  | nebylo vysíláno |
| 71           | 11        | Big Baby                            | Jude Weng         | Sheng Wang             | 2. ledna 2018      | nebylo vysíláno |
| 72           | 12        | Liar Liar                           | Kevin Bray        | Abbey Caldwell         | 9. ledna 2018      | nebylo vysíláno |
| 73           | 13        | The Car Wash                        | Amy York Rubin    | Cindy Fang             | 16. ledna 2018     | nebylo vysíláno |
| 74           | 14        | A Man to Share the Night With       | Angela Tortu      | David Smithyman        | 30. ledna 2018     | nebylo vysíláno |
| 75           | 15        | We Need to Talk About Evan          | Anya Adams        | Josh Kirby a Jon Veles | 30. ledna 2018     | nebylo vysíláno |
| 76           | 16        | Ride the Tiger                      | Bill Purple       | Jeff Chiang            | 6. února 2018      | nebylo vysíláno |
| 77           | 17        | Let Me Go, Bro                      | Erin O'Malley     | Laura McCreary         | 27. února 2018     | nebylo vysíláno |
| 78           | 18        | Measure Twice, Cut Once             | Sean Kavanagh     | Keith Heisler          | 13. března 2018    | nebylo vysíláno |
| 79           | 19        | King in the North                   | Erin O'Malley     | Matt Kuhn              | 20. března 2018    | nebylo vysíláno |

### Pátá řada (2018–2019)
| Č. v seriálu | Č. v řadě | Původní název                      | Režie              | Scénář                 | Premiéra v USA     | Premiéra v ČR   |
| ------------ | --------- | ---------------------------------- | ------------------ | ---------------------- | ------------------ | --------------- |
| 80           | 1         | Fresh Off the RV                   | Anya Adams         | Matt Kuhn              | 5. října 2018      | nebylo vysíláno |
| 81           | 2         | The Hand that Sits the Cradle      | Michael Spiller    | Amelie Gillette        | 12. října 2018     | nebylo vysíláno |
| 82           | 3         | Working the 'Ween                  | Jay Chandrasekhar  | Laura McCreary         | 19. října 2018     | nebylo vysíláno |
| 83           | 4         | Driver's Eddie                     | Anya Adams         | Keith Heisler          | 2. listopadu 2018  | nebylo vysíláno |
| 84           | 5         | Mo' Chinese Mo' Problems           | Claire Scanlon     | Jeff Chiang            | 9. listopadu 2018  | nebylo vysíláno |
| 85           | 6         | Sub Standard                       | Angela Tortu       | Eric Ziobrowski        | 16. listopadu 2018 | nebylo vysíláno |
| 86           | 7         | Where Have All the Cattlemen Gone? | Josh Greenbaum     | Erica Oyama            | 7. prosince 2018   | nebylo vysíláno |
| 87           | 8         | Cousin Eddie                       | Sean Kavanagh      | Rachna Fruchbom        | 14. prosince 2018  | nebylo vysíláno |
| 88           | 9         | Just the Two of Us                 | Angela Tortu       | Teresa Hsiao           | 4. ledna 2019      | nebylo vysíláno |
| 89           | 10        | You've Got a Girlfriend            | Alisa Statman      | Abbey Caldwell         | 11. ledna 2019     | nebylo vysíláno |
| 90           | 11        | Driver's Eddie 2: Orlando Drift    | Anya Adams         | Josh Kirby a Jon Veles | 18. ledna 2019     | nebylo vysíláno |
| 91           | 12        | Legends of the Fortieth            | Josh Greenbaum     | Eric Ziobrowski        | 25. ledna 2019     | nebylo vysíláno |
| 92           | 13        | Grand-Mahjong                      | Kyle Weber         | Cindy Fang             | 1. února 2019      | nebylo vysíláno |
| 93           | 14        | Cupid's Crossbow                   | Phil Traill        | Cory Caplan            | 15. února 2019     | nebylo vysíláno |
| 94           | 15        | Be a Man                           | Alisa Statman      | Laura McCreary         | 22. února 2019     | nebylo vysíláno |
| 95           | 16        | Trentina                           | Sean Kavanagh      | Jaime Block            | 1. března 2019     | nebylo vysíláno |
| 96           | 17        | These Boots Are Made for Walkin'   | Amy York Rubin     | David Smithyman        | 8. března 2019     | nebylo vysíláno |
| 97           | 18        | Rancho Contento                    | Jude Weng          | Amelie Gillette        | 15. března 2019    | nebylo vysíláno |
| 98           | 19        | Vice Mommy                         | Amy York Rubin     | Erica Oyama            | 22. března 2019    | nebylo vysíláno |
| 99           | 20        | Nerd Watching                      | Kristin Rapinchuck | Keith Heisler          | 29. března 2019    | nebylo vysíláno |
| 100          | 21        | Under the Taipei Sun               | Chris Koch         | Jeff Chiang            | 5. dubna 2019      | nebylo vysíláno |
| 101          | 22        | No Apology Necessary               | Josh Greenbaum     | Matt Kuhn              | 12. dubna 2019     | nebylo vysíláno |

### Šestá řada (2019–2020)
| Č. v seriálu | Č. v řadě | Původní název                 | Režie              | Scénář                 | Premiéra v USA     | Premiéra v ČR   |
| ------------ | --------- | ----------------------------- | ------------------ | ---------------------- | ------------------ | --------------- |
| 102          | 1         | Help Unwanted?                | Kourtney Kang      | Cindy Fang             | 27. září 2019      | nebylo vysíláno |
| 103          | 2         | College                       | Phil Traill        | Keith Heisler          | 4. října 2019      | nebylo vysíláno |
| 104          | 3         | Grandma's Boys                | Sean Kavanagh      | Jeff Chiang            | 11. října 2019     | nebylo vysíláno |
| 105          | 4         | S'Mothered                    | Sean Kavanagh      | Emily Cutler           | 18. října 2019     | nebylo vysíláno |
| 106          | 5         | Hal-lou-Ween                  | Steven J. Kung     | Josh Kirby a Jon Veles | 25. října 2019     | nebylo vysíláno |
| 107          | 6         | Chestnut Gardens              | Kristin Rapinichuk | Cory Caplan            | 1. listopadu 2019  | nebylo vysíláno |
| 108          | 7         | Practicum?!                   | Angela Tortu       | Aaron Ho               | 15. listopadu 2019 | nebylo vysíláno |
| 109          | 8         | TMI: Too Much Integrity       | Jay Chandrasekhar  | Samantha Riley         | 22. listopadu 2019 | nebylo vysíláno |
| 110          | 9         | Lou Wants to Be a Millionaire | Kim Nguyen         | Kyle Lau               | 29. listopadu 2019 | nebylo vysíláno |
| 111          | 10        | Jessica Town                  | Angela Tortu       | Eric Ziobrowski        | 13. prosince 2019  | nebylo vysíláno |
| 112          | 11        | A Seat at the Table           | Anya Adams         | Ria Sardana            | 17. ledna 2020     | nebylo vysíláno |
| 113          | 12        | The Magic Motor Inn           | Kristin Rapinchuk  | Rachna Fruchbom        | 24. ledna 2020     | nebylo vysíláno |
| 114          | 13        | Mommy and Me                  | Kyle Weber         | Jamie Block            | 31. ledna 2020     | nebylo vysíláno |
| 115          | 14        | Family Van                    | Anya Adams         | Talia Bernstein        | 21. února 2020     | nebylo vysíláno |
| 116          | 15        | Commencement                  | Randall Park       | Matt Kuhn              | 21. února 2020     | nebylo vysíláno |